# Byssocorticium caeruleum
Byssocorticium caeruleum är en svampart som tillhör divisionen basidiesvampar, och som beskrevs av Kotir., Saaren. och Karl-Henrik Larsson. Byssocorticium caeruleum ingår i släktet Byssocorticium, och familjen Atheliaceae. Enligt den finländska rödlistan är arten otillräckligt studerad i Finland. Arten är reproducerande i Sverige. Artens livsmiljö är friska och torra lundskogar.